# Trachenberg-Militscher Kreisbahn
| Trachenberg-Militscher Kreisbahn                                   | Trachenberg-Militscher Kreisbahn                    |
| ------------------------------------------------------------------ | --------------------------------------------------- |
| Kleinbahn Trachenberg-Militsch mit Abzweigung nach Prausnitz, 1897 |                                                     |
| Kursbuchstrecke:                                                   | 129u (Trachenberg Reichsb. – Niederwiesenthal 1934) |
| Spurweite:                                                         | 750 mm (Schmalspur)                                 |
|                                                                    |                                                     |

Die Trachenberg-Militscher Kreisbahn betrieb eine Schmalspurbahn, die den Landkreis Militsch in Schlesien durchzog und in Sulmirschütz in der ehemaligen Provinz Posen endete.

## Geschichte

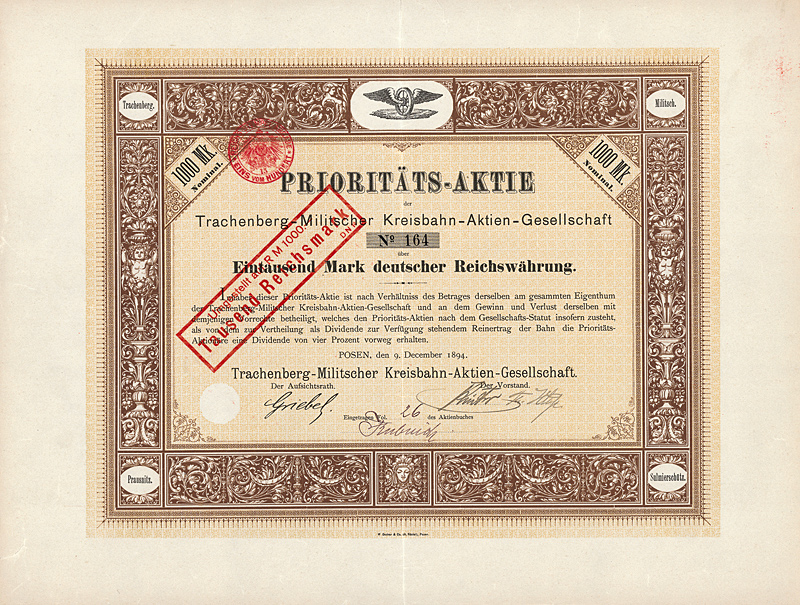
Prioritäts-Aktie über 1000 Mark der Trachenberg-Militscher Kreisbahn-AG vom 9. Dezember 1894

Der von dem Flüsschen Bartsch durchzogene Kreis Militsch im Norden des ehemaligen Regierungsbezirks Breslau wurde 1856 von der Oberschlesischen Eisenbahn-Gesellschaft erstmals an das Schienennetz angebunden; die Stadt Trachenberg im Westen des Kreises wurde Bahnstation. Die Kreisstadt Militsch erhielt erst 1875 durch die Oels-Gnesener Eisenbahn einen Bahnhof. Es fehlte jedoch eine Verbindung der beiden Städte und eine Erschließung des mittleren und östlichen Kreisgebietes.
Diese Lücke sollte durch eine Kleinbahn geschlossen werden. Die Allgemeine Deutsche Kleinbahn-Gesellschaft gründete am 16. August 1894 die Trachenberg-Militscher Kreisbahn AG und beauftragte die Firma Schneege & Co in Breslau mit dem Bahnbau. Am 1. Januar 1900 übergab sie die Betriebsführung ihrer Tochter, der Allgemeinen Deutschen Eisenbahn-Betriebs-GmbH.
Die in der Schmalspur von 750 mm angelegte Kleinbahn wurde in zwei Etappen erbaut. Von Trachenberg führte ab 8. Dezember 1894 die Strecke in südöstlicher Richtung acht Kilometer bis Przittkowitz, das später Gutweide hieß, und dann nach Süden zur Kleinstadt Prausnitz im Südwestzipfel des Kreises, insgesamt fünfzehn Kilometer. Hier schloss seit Oktober 1898 die Strecke der Breslau-Trebnitz-Prausnitzer Kleinbahn an, die ebenfalls zum Konzern Allgemeine Deutsche Kleinbahn-Gesellschaft gehörte. Damit war ein zusammenhängendes Netz von Schmalspurbahnen von mehr als einhundert Kilometern Länge entstanden, wovon rund siebzig im Kreis Militsch lagen.
In Przittkowitz setzte man den Bahnbau in östlicher Richtung fort und erreichte über Militsch den Bartschbruch und dann die Kreis- und Provinzgrenze; nach deren Überschreiten endete die Bahn in der Stadt Sulmirschütz im damaligen Kreis Adelnau, 69 Kilometer von Trachenberg entfernt. Die Eröffnung des Betriebes war am 1. Oktober 1895.
Nach dem Ersten Weltkrieg wurde die Provinz Posen 1919/20 polnisch und die Kleinbahn stellte den Verkehr über die neue Staatsgrenze ein. Endpunkt der Züge war nun der Bahnhof Niederwiesenthal. Damit waren vier Kilometer der Bahn außer Betrieb. Sie wurden erst 1945 wieder befahren, als die Grenze wegfiel und der ganze Kreis Militsch zu Polen gehörte.
Nachdem die Kleinbahn unter die polnische Verwaltung gefallen war, wurde sie verstaatlicht und mit der Breslau-Trebnitz-Prausnitzer Kleinbahn zur Wrocławska Kolej Dojazdowa (Breslauer Vorortbahn) betrieblich vereinigt. Am 14. September 1991 wurde der letzte Streckenabschnitt zwischen Prausnitz und Militsch stillgelegt.

## Fahrplan
Der Fahrplan vom Sommer 1914 enthielt ab Trachenberg täglich zwei Züge nach Sulmirschütz und zurück und ein Zugpaar nach Prausnitz. In den Jahren 1927 und 1934 wurde sonntags die Gesamtstrecke nur noch einmal befahren; alle Züge endeten in Niederwiesenthal; nach Prausnitz verkehrte nur noch mittwochs und samstags ein Zugpaar und zwar ab Trachenberg Stadtbahnhof.
Etwa ab 1937 war das Angebot ähnlich, allerdings fuhr am Sonntagmorgen von Preußenthal, wo eine Lok übernachtete, um 7.00 Uhr ein Zug nach Militsch und um 8.15 Uhr zurück. 1941 und 1944 fehlt die Verbindung zwischen Gutweide und Prausnitz vollständig.
An Fahrzeugen standen 1939 zur Verfügung: fünf Dampflokomotiven, sechs Personen-, drei Pack- und 147 Güterwagen.
Nach der Vereinigung der Bahn mit der Breslau-Trebnitz-Prausnitzer Kreisbahn im Jahre 1945 unter polnischen Regie gab es durchgehende Züge aus Trachenberg (polnisch Żmigród) und Sulmirschütz (Sulmierzyce) nach Breslau.

## Strecken
a) Trachenberg–Militsch–Sulmirschütz
- 0,0 Trachenberg Reichsbahnhof
- 1,0 Trachenberg Stadt
- 3,0 Hermenau
- 5,0 Kanterwitz
- 6,1 Powitzko (Urdorf)
- 7,5 Przittkowitz (Gutweide)
- 10,1 (9,0) Schätzke
- 10,5 Dirschken
- 11,5 Groß Ossig
- 14,5 Fürstenau (Kr Militsch)
- 17,3 Steinerne Säule
- 22,4 Birnbäumel
- 24,9 Sulau
- 28,1 Protsch (b. Militsch) (Kiefernwalde / Niederschlesien)
- 30,7 Postel
- 33,4 Kasawe (Thomasort / Kr Militsch)
- 36,0 Militsch Schlossvorwerk
- 37,5 Militsch Kleinbahnhof
- 41,3 Althammer (Kr Militsch)
- 43,1 Grabofnitze (Buchendorf / Schlesien)
- 49,6 Bratschelhof
- 53,0 Gontkowitz (Schönkirch / Kr Militsch)
- 54,3 Groß Tschunkawe (Preußental /Schlesien)
- 57,0 Niederwiesenthal (Wiesenthal / Kr Militsch)
- 59,8 Golkowe
- ---- Provinzgrenze
- 60,9 Sulmirschütz

b) Przittkowitz–Prausnitz
- 0,0 Przittkowitz
- 9,0 Dobrtowitz
- 12,9 Klein Ellguth
- 14,1 Klein Peterwitz (b. Prausnitz)
- 15,1 Prausnitz (Bz Breslau)

c) Güterbahn
- 0,0 Przittkowitz
- 1,9 Herrnkaschütz